# 獣人雪男
『獣人雪男』（じゅうじん ゆきおとこ）は、1955年（昭和30年）8月14日に公開された、東宝制作の特撮映画。モノクロ、スタンダード。同時上映は『初恋三人息子』。
監督は本多猪四郎、主演は宝田明がそれぞれ務めた。キャッチコピーは「魔か原始人か？ 怪力と戦慄の巨獸人、これが雪男だ！」。

## 概要

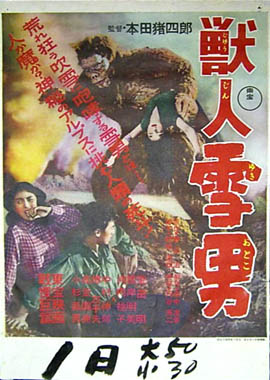
上記とは別バージョンのポスター。本多猪四郎の名前が「本田猪四郎」と誤植されている。

『ゴジラ』『透明人間』『ゴジラの逆襲』に続く、戦後の東宝特撮第4作である。原作者・制作者・監督・出演陣・特撮など、『ゴジラ』とほぼ同一のスタッフによって制作されている。
ゴジラに続く新たなキャラクターの創造を目指しており、雪男は単なる凶悪・凶暴な怪獣ではない喜怒哀楽の自己意識を持つ悲しい半獣半人と設定され、滅びゆく宿命に晒された種族の悲哀を描いており、一方で「悪の存在」として心なき人間たちが表現されている。
『ゴジラ』のような都市破壊描写はないが、マット画を多用した映像表現で雪山の神秘性や人間と雪男の対比を描写している。
後年、アサ芸プラスのインタビューに答えた宝田によれば、彼にとって2作目の特撮映画でもある本作品は当時、ヒマラヤの雪男が話題になっていたことから制作されたという。
東宝プロデューサーの田中友幸は、本作品について苦労の多さに見合わない中途半端な作品になったと述懐しており、雪男についても実在の可能性があるリアルな生物をゴジラのようなスーパースターと設定することに無理があったと評している。一方で、このことを通じて特撮の魅力は非現実的なものにリアリティを与えて描くことであると思い至り、その後の作品制作に繋がっていったという。
アメリカでは『Half Human』または『The Story of the Abominable Snowman』のタイトルで公開された。ストーリー自体はジョン・キャラダイン演じるアメリカ人の生物学者ジョン・レイバーン博士が「日本でこんな話があった」と説明するというものになっている。そのため、シーンが追加撮影されている（子供の雪男の死体を検死するなど）一方、原典の本編が一部削除されている。

## あらすじ
雨が降り続けるある日、かつて日本アルプスにて怪事件に遭遇したK大山岳部のメンバーは、駅の待合室へ取材に来た新聞記者にその不可思議な体験を語り始める。
K大山岳部はスキー合宿で冬山に挑んだが、雪崩に巻き込まれて山小屋に逃げ込んだ1人の部員が死亡し、もう1人の部員が行方不明になった。山小屋内には、雪男のものとしか形容しようがない未知の生物の獣毛と足跡が残されていた。半年後の翌夏、再び日本アルプスを訪れた部員の飯島高志や武野道子、人類学者の小泉らは「雪男探検隊」を組織して山中にキャンプを張り、部員と雪男を探す。その後方では、動物ブローカーの大場と彼の部下が雪男を捕獲するため、山岳部一同を尾行していた。まもなく、雪男を目撃して追跡を試みるも崖から足を滑らせた飯島は、大場たちに見つかって暴行されたうえに崖から突き落とされる。負傷した飯島を救助したのは、昨冬に出会った山村の部落の娘チカだった。だが、余所者を嫌う部落の人々により、飯島は断崖に吊るされてしまう。そこに現れた雪男は飯島を救出し、彼に危害を与えずに去っていった。
一方、飯島に恋心を抱くチカは大場に騙され、飯島に会わせる条件として雪男の住処を教える。その結果、雪男は大場たちに捕えられ、雪男を助けようとした雪男の子供は殺されてしまう。激怒した雪男は大場たちを皆殺しにし、部落を襲撃してチカ以外の部落民をも皆殺しにしたうえ、キャンプを襲撃して道子を拉致し、住処の洞窟へ逃げ込む。道子を救出しようと洞窟へ踏み込んだ一同とチカは、部員や雪男たちの白骨死体を発見する。部員の遺書には、彼もまた雪男によって救助されたものの、そのまま衰弱死したことが記されていた。小泉は、雪男が人前に姿を現すようになったのは、ベニテングダケの毒で仲間を亡くした孤独に耐えかねたためではないかと推測する。
その時、道子を手にした雪男が現れた。道子を救出しようとする一同に対し、雪男は道子を人質にして洞窟深部の噴火口に陣取る。チカは雪男の気を惹こうと山刀を抜いて威嚇して囮になって道子の救出に成功するが、雪男はチカを捕えたまま足を踏み外して噴火口へ落下し、溶岩に呑み込まれる。こうして、雪男と部落民は滅び去ったのだった。
体験談を語り終えたころ、雨は止んでいた。一同は到着した汽車に乗り、日本アルプスを去っていった。

## 雪男
北アルプス奥地であるガラン谷の山奥の隠れ部落に隠れるように住む人々と共存しており、山の主として恐れ崇められている古代に繁栄していた人類に極めて近い種族の生き残りである獣人。
怪力でクマやカモシカを倒し、トラックをも投げ飛ばす。全身は剛毛に覆われている。人間を助けるなど温厚な性格で知能は高いが、雪男を見せものにしようとした動物ブローカーに攫われた子供を射殺された怒りによって集落で暴れる。
なお、他の雪男族の仲間たちは鍾乳洞に生えたアマニタムスカリア（ベニテングダケ）で死んでおり、その骨が住処としていた洞窟にあった。
- 香山による検討用台本では、チカは死なず雪男は子供を抱えて火口に落ちるという結末であった[43]。
- 脚本を担当した村田武雄は、文明社会から離れて暮らしていた存在が悪辣な人間に翻弄され死んでしまうという点は、映画『キング・コング』のキングコングと似ていると述べている[49]。

### 雪男の造形・エピソード
雪男の造形に当たっては、北京原人やピテカントロプスなど各種猿人の資料で裏付けをとってリアルさを追求し、特技監督の円谷は「単なる怖がらせのためのものではないと自信を持って言えるものだ」と自負している。また、後年には宝田もその旨について、円谷の「こだわりだった」と述懐している。
雪男のぬいぐるみの造形は、当初大橋史典が中心となって行われ、巨大さを表現しようと足元を高下駄式にしていたが、危険であるために取り止めとなった。顔面は数回作り直されたが、約半年を費やした果てに造形チーフの利光貞三によって制作された顔面が採用され、胴体も八木勘寿や八木康栄によって子供の雪男ともども作り直された。また、下半身のみの着ぐるみも作られた。
大橋の雪男は牙をむき出した凶暴そうな顔つきが特徴で、利光の雪男は口元の下がった穏やかな顔つきをしている。全身の体毛には、ヤギの毛が植え付けられている。顔面はスーツアクターを担当した相良三四郎のライフマスクが石膏で型取りされ、演技者の表情に連動して動くように工夫された。相良は俳優兼造形技術者だった大橋史典の芸名でもあるが、当時の『東宝ニュース』では、スーツアクターは「全国から巨人コンクールで選んだ日本一の巨人」と宣伝される。なお、後年に開設された本多の公式サイトでは、スタジオで撮影された写真に「コンクールで選ばれた相良三四郎が扮する雪男」と表記されている。
ただ、長身の大橋が自ら制作した雪男を試着している現場写真は現存しており、『東宝ニュース』では「相良は美校の出身で、渡辺明の助手も務めた」とあり、大橋の経歴と一致している。また、「相良がロケ先の宿でマスクを着けて仕事をしているのを見た女中が悲鳴を上げて腰を抜かし、ちょうど泊まり合わせた剣道三段の猛者に散々な目に遭わされた」との逸話が渡辺明によって語られている。
公開当時、｢ゴジラより強い雪男」というフレーズで、雪男が『ゴジラの逆襲』に使用されたゴジラのぬいぐるみと対峙している宣伝用スチール写真も撮影されている。また、前年に公開された『透明人間』の透明人間と対決するスチールも存在する。
ゴジラのスーツアクターを務めていた中島春雄は、本作品での相良の起用にあたり、円谷英二が直々に断りを入れてきたという。

## キャスト
- 飯島高志[出典 23]：宝田明
- チカ[出典 24]：根岸明美
- 武野道子[出典 25]：河内桃子
- 小泉重喜[出典 26]：中村伸郎
- 中田[出典 27]：堺左千夫
- 爺様[出典 28]：髙堂國典
- 大場[出典 29]：小杉義男
- 大場組A[60]：谷晃
- 武野信介[出典 30]：笠原健司
- 村落の男[出典 31]：大村千吉
- 栗原[出典 32]：鈴木孝次
- 品川[出典 33]：山本廉
- 松井[出典 34]：瀬良明
- 児玉[出典 35]：堤康久
- 武野[出典 36]：岡部正
- 案内人A[60]：西條悦郎
- 案内人B[60]：坪野鎌之
- 梶[60]：山田彰
- 大場組C[19]：大西康雄
- 大場組B[60]：中山豊
- 捜査主任[60]：千葉一郎
- 警官[19]：熊谷二良
- 村落の男B[19]：草間璋夫
- 村落の男C[19]：加藤茂雄
- 案内人C[60]：緒方燐作
- 村落の男D[19]：吉頂寺晃
- 村落の男E[19]：勝本圭一郎
- 大場組D[19]：佐藤功一
- 大場組E[19]：福田和郎
- 軽便鉄道の駅員[19]：安芸津広
- 村落の女[19]：小沢経子
- 雪男[出典 37]：相良三四郎
- 雪男の子供[出典 38]：伊東隆
- 捜索隊員：大塚秀男[64][65]、中島春雄[出典 39]、岡本喜八[68]

## スタッフ
- 製作：田中友幸
- 原作：香山滋[注釈 15]
- 脚本：村田武雄
- 撮影：飯村正
- 美術：北辰雄
- 録音：西川善男
- 照明：横井総一
- 音楽：佐藤勝
- 特殊技術
  - 技術[12][28]：円谷英二[注釈 16]
  - 美術[12][28]：渡辺明
  - 合成[12][28]：向山宏
  - 照明[要出典]：城田正雄
- 監督助手：岡本喜八
- 編集：庵原周一
- 音響効果：三縄一郎
- 現像：東宝現像所
- 製作担当者：黒田達雄
- 監督：本多猪四郎

### ノンクレジット
- スチール：荒木伍一[5]
- 合成：泉実[5]、松田博[5]、土井三郎[5]
- 特殊技術
  - 造形：利光貞三[12][25]、大橋史典[25][注釈 10]

### 海外版
- 製作：ロバート B. ホーメル[70]
- 撮影：ルシアン・N・アンドリオ[70]
- プロダクション・デザイナー：ニコライ・レミソフ[70]
- プロパティ・マスター：サム・ハイリグマン[70]
- サウンドディレクター：ジャック・ウィラー[70]
- キャスティング：リン・スタルマスター[70]
- 編集、監督：ケネス・G・クレイン[70]

## 製作
『ゴジラ』の製作当時から『S作品』の仮題で企画が進行しており、1954年10月に香山滋による検討用台本の完成を経て、『ゴジラ』の公開後には『アルプスの雪男』のタイトルで製作決定が発表された。しかし、『ゴジラ』の大ヒットを機に製作本部長・森岩雄の指示で急遽製作が決定した『ゴジラの逆襲』の撮影に特技監督の円谷英二が専念するために製作は一時休止され、その間に監督の本多猪四郎も『おえんさん』の製作へ移ったため、両作の完成後の1955年6月に撮影が再開された。脚本の村田武雄は『ゴジラの逆襲』と併行しての執筆作業となった。映画監督でもあった村田は、香山から本作品を監督することを勧められていたが、そのころには本多に決まっていたという。
ロケは日本アルプスの白馬で行われた。撮影にあたっては、立教大学の山岳部が指導を務めた。撮影現場では雪男の巨大感を出すため、円谷は崖を上る雪男などを一部コマ撮り（ストップモーション）撮影している。屋外でのコマ撮り撮影もされたが、日光の動きを計算していなかったために背景の樹木の影が移動し、不採用となった。興行師を崖に落とすシーンでは、別撮りした俳優の静止画を雪男の動画に合成するロトスコープ手法を用いている。本多は、本作品では雪山をどう表現するかが一番苦労したといい、また雪男の実在性を感じさせるリアリティを出すことを重視したことを述懐している。雪男が車を崖下に投げるシーンは、巨大なミニチュアセットで撮影された。
宝田によればロケは谷川岳でも行なわれたが、その道中に助監督の岡本喜八がサクサクと前進する一方で照明スタッフは足を滑らせ、500メートルほど落ちていったものの奇跡的に助かったという。宝田自身も岡本にはついていくことができなかったほか、本作品については大変なロケだったからこそリアリティがあると述懐している。
音楽は、『ゴジラの逆襲』を手掛けた佐藤勝が担当した。佐藤は本作品についての証言はほとんど残しておらず、印象が薄くあまり思い出はなかったとされる。本作品の主題にはドイツ民謡の「別れの歌」が用いられているが、これは佐藤が起用される以前に決まっていたものであった。

## ビデオソフト化について
テレビ放送や完全な形での本編のビデオソフト化は、いっさい行われていない。書籍『ゴジラ画報』では、「表現上の諸問題」を理由と記述している。ただし、劇場での上映は可能となっており、1990年代から名画座での上映は行われている。1997年6月には東芝EMIからサウンドトラックCDが発売された後、2016年12月にCINEMA-KANレーベルより再発が行われた。収録内容は同一だが、一部音源のデジタル修復を施している。
1998年8月には東宝の協力を得たとするメーカー「グリフォン」から、本作品と同じくビデオソフト化が自粛状態にある『ノストラダムスの大予言』と同時発売で、音声のみを収録したドラマCDが発売された。すると、まもなく海賊版ビデオが出回り始めた。ドラマCDの発売元との関連を指摘する声もあるが、真相は不明。
1984年に発売された東宝特撮映画のダイジェスト集ビデオ『東宝怪獣・SF大百科6』（VHS・β、1997年にLD-BOXとして発売）には10分間のダイジェスト映像が収録されており、唯一公式な形で本編映像の一部を見ることができる。予告編は1980年代に発売された歴代東宝映画の予告編集ビデオ『特撮グラフティー1』（VHS・β版が発売）に収録されている。
1993年に竹書房から発売された、東宝特撮の網羅本『ゴジラ画報』およびその改訂版『ゴジラ画報第2版』では本作品が紹介されていたが、本作品と『ノストラダムスの大予言』のビデオが流出した後の1999年に改訂された『ゴジラ画報第3版』では、この2作品の紹介部分が別内容に差し替えられている。
日本では以上のような状況にあるが、アメリカでは『Half Human』（ハーフ・ヒューマン）のタイトルでDVD化されており、宝田が現地での特撮イベントへ呼ばれた際にはそのパッケージにサインを求められたこともあるうえ、DVDももらって所持しているという。
書籍『東宝空想特撮映画 轟く 1954 - 1984』（2022年）では、本作品の封印は解かれたと記述している。

## サウンドトラック
- 東宝怪獣映画選集12 獣人雪男（1997年6月25日、東芝EMI）[76]
- 獣人雪男　オリジナル・サウンドトラック（2016年12月21日、Cinema-Kan、音楽：佐藤勝）[78]
- 獣人雪男 劇場公開完全版ドラマCD （1998年、グリフォン）[79]

## ノベライズ
香山滋自身の手により、ノベライズが『小説サロン』1955年8月号から同年10月号まで連載された。単行本は東方社より同年9月20日発行。単行本収録の際に付されたまえがきは、映画原作「S作品検討用台本」中の「『雪男』に関するメモ」からの流用である。ノベライズでは、滅びゆく生物である雪男が人間の女性を誘拐して繁殖を試みるが、彼女を死なせてしまう結果に終わる、といった映画にない描写がある。

## 漫画
岩谷修によるコミカライズが、1955年8月10日に黎明社より発売された。

## 備考
本作品の路線を継ぐ作品として『獣人ゴリオン』が企画され、香山滋による原作小説が雑誌『少年クラブ』（講談社）にて1955年に連載されたが、制作には至らなかった。「ゴリオン」は「ゴリラ」と「ライオン」を合わせた造語であり、「ゴリラ」と「クジラ」を合わせたゴジラと同様のネーミングであった。
「日本の山奥の秘境に隠れ棲み、山の神として崇められている怪獣」という設定は、後の『大怪獣バラン』と共通している。また、文明批判的なテーマは、『モスラ』へと継承されている。
映画『接吻泥棒』（1960年）には、キャバレーのシーンで雪男がカラーで登場している。
ティム・バートン監督の『エド・ウッド』（1994年）で、マーティン・ランドー演ずるベラ・ルゴシの生前最後のショットにおける背後に、『Half Human』のポスターが貼られている。